# Jawalgera, Sindhnur
Jawalgera là một làng thuộc tehsil Sindhnur, huyện Raichur, bang Karnataka, Ấn Độ.